# Verdrag van Moskou met Georgië (1920)
Het Verdrag van Moskou (Russisch: Московский договор, Moskovskiy dogovor, Georgisch: მოსკოვის ხელშეკრულება, Moskovis chelsjekroeleba) was een verdrag dat op 7 mei 1920 gesloten werd tussen bolsjewistisch Rusland en de Democratische Republiek Georgië, waarbij Georgië de jure erkend werd als een onafhankelijk land in ruil voor de belofte om geen troepen op Georgisch grondgebied toe te laten die vijandig waren tegenover Sovjet-Rusland.

## Achtergrond

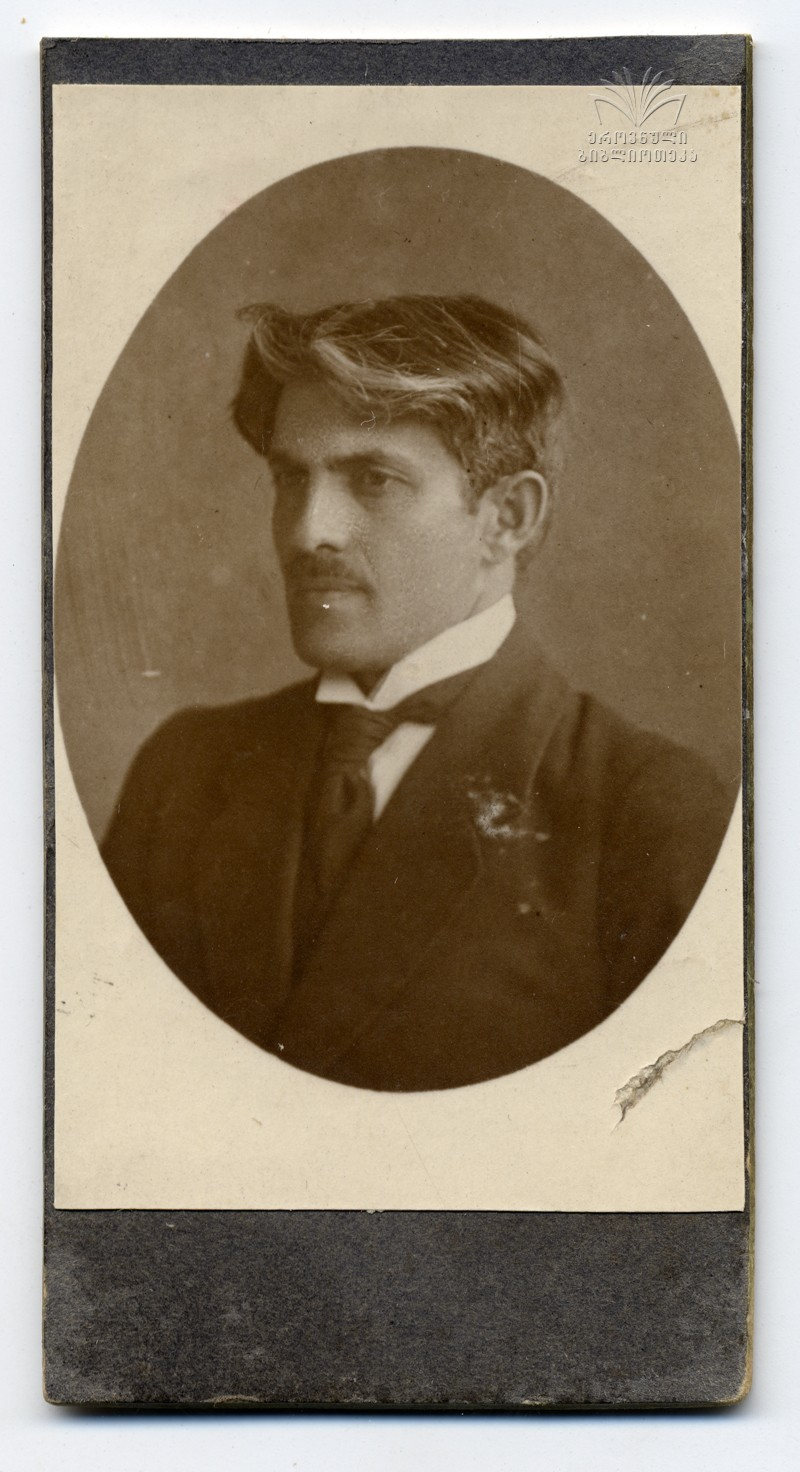
Grigol Oeratadze, de Georgische afgezant in Moskou en ondertekenaar van het verdrag

De Democratische Republiek Georgië onder leiding van de mensjewistische Sociaaldemocratische Partij verklaarde zich op 26 mei 1918 onafhankelijk van de Transkaukasische Democratische Federatieve Republiek, die zich op zijn beurt een maand eerder onafhankelijk had verklaard van Sovjet-Rusland. De Georgische republiek werd destijds niet formeel erkend door de bolsjewieken die in Rusland de macht hadden overgenomen, maar de Georgische regering slaagde er in de winter van 1920 in de facto erkenning te krijgen van de geallieerden.
Na een mislukte bolsjewistische staatsgreep in Tbilisi, kort na een soortgelijke succesvolle staatsgreep in Bakoe, en een mislukte poging van eenheden van het Rode Leger op 2 mei 1920 Georgië binnen te dringen, stemde de Russische regering van Vladimir Lenin ermee in een verdrag met Georgië te ondertekenen en de onafhankelijkheid de jure van Georgië te erkennen. Het Rode Leger had het in deze periode zwaar in de Pools-Russische Oorlog, waardoor de Sovjets zich genoodzaakt zagen hun ambities voor de verovering van Transkaukasië bij te stellen.
Tegenover de erkenning van de Georgische republiek stond dat de Georgiërs geen onderdak mochten verlenen aan buitenlandse strijdkrachten die vijandig stonden tegenover Sovjet-Rusland. Het gevolg was dat de Britten hun militaire aanwezigheid in het land moesten beëindigen. Daarnaast moesten de Georgiërs de bolsjewistische communistische partij volledig legaliseren en moesten ze alle communistische gevangenen vrijlaten.

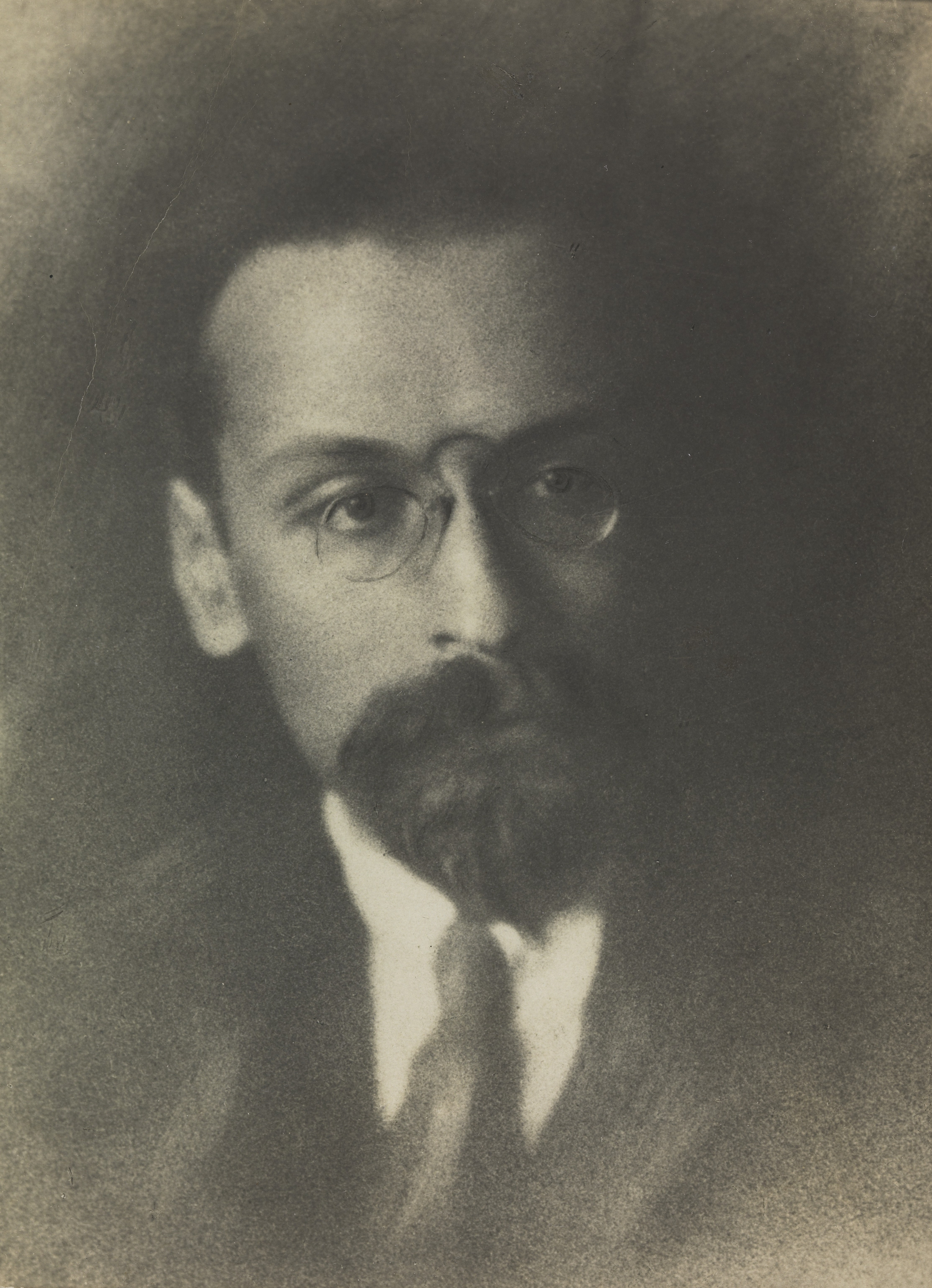
Lev Karachan, de Russische vice-minister van buitenlandse zaken en ondertekenaar van het verdrag

Veel Georgische politici, waaronder de minister van Buitenlandse Zaken Evgeni Gegetsjkori, beschouwden deze clausules als een inbreuk op de Georgische soevereiniteit en wezen de Russische voorwaarden af. De Georgische premier Noë Zjordania wilde vooral de internationale erkenning van Georgië veiligstellen en stemde in met de voorwaarden. Het verdrag werd op 7 mei 1920 in Moskou ondertekend door de Georgische vertegenwoordiger in Moskou, Grigol Oeratadze, en de Russische vice-volkscommissaris (vice-minister) van buitenlandse zaken Lev Karachan.

## Verdragsartikelen
De belangrijkste verdragsbepalingen gingen over het erkennen van de republiek als onafhankelijke soevereine staat, het Russische afstand doen van territoriale claims op Georgisch territorium, de voorlopige bepaling van de Russisch-Georgische grens, de territoriale omvang van de republiek, het verbod op buitenlandse Rusland-vijandige troepen op Georgisch grondgebied en de legalisering en amnestie van bolsjewieken in Georgië.
- Artikel 1: erkenning van de soevereiniteit van Georgië.Met inachtneming van de door Bolsjewistisch Rusland verkondigde beginselen betreffende het recht van alle volkeren op zelfbeschikking, met inbegrip van volledige afscheiding van de staat waartoe zij behoren, erkent Rusland onvoorwaardelijk het bestaan en de onafhankelijkheid van de Georgische staat, en doet vrijwillig afstand van alle soevereine rechten die Rusland toebehoorden met betrekking tot het Georgische volk en grondgebied.
- Artikel 2: Rusland beloofde zich niet in de binnenlandse aangelegenheden van Georgië te mengen.Rusland erkent de beginselen die zijn verkondigd in het voorgaande artikel 1 van het huidige verdrag en verbindt zich ertoe zich te onthouden van elke vorm van inmenging in de binnenlandse aangelegenheden van Georgië.
- Artikel 3 bepaalde de voorlopige gedemilitariseerde grens tussen de twee landen, nader te bepalen door een grenscommissie.3.1: De staatsgrens tussen Rusland en Georgië loopt van de Zwarte Zee, langs de rivier de Pso-oe tot de berg Achacheha, gaat over de berg Achacheha en de berg Agapet en loopt verder langs de noordelijke grens van de voormalige gouvernementen Zwarte Zee, Koetais en Tiflis naar het Okroeg Zakatali en langs de oostelijke grens daarvan tot aan de grens van Armenië.
3.2: De toppen van alle bergen langs deze grenslijn zullen tot 1 januari 1922 als neutraal worden beschouwd. Zij zullen noch worden bezet door troepen van, noch versterkt door, een van de verdragsluitende partijen.
3.3: De neutralisatie voorzien in artikel 2 strekt zich ook uit tot de Darjal-top van Balt tot Kobi, op de Mamison-top van Zaremag tot Oni, en op alle andere toppen over een afstand van vijf werst aan elke kant van de grenslijn.
3.4: De exacte bepaling van de staatsgrens tussen de twee verdragsluitende partijen zal worden uitgevoerd door een speciale gemengde grenscommissie, bestaande uit een gelijk aantal vertegenwoordigers van elke partij. De resultaten van het werk van deze commissie zullen worden bevestigd door een speciaal verdrag tussen de twee verdragsluitende partijen.
- Artikel 4: definieerde Georgische gebieden en verklaarde dat Rusland elk gebied dat het land bij verdrag van zijn buren zou kunnen verwerven, als behorend tot Georgië zou erkennen.1. Rusland verbindt zich ertoe om, naast de delen van het gouvernement Zwarte Zee die in overeenstemming met artikel 3 lid 1 van dit verdrag zijn overgedragen aan Georgië, onvoorwaardelijk de volgende provincies en regio's van het voormalige Russische Rijk als onderdeel van Georgië te erkennen: Tiflis, Koetais en Batoemi, met alle oejezden en okroegen waaruit de voornoemde provincies en regio's bestaan, evenals de okroegen Zakatali en Soechoemi.
2. Vervolgens, als de relatie tussen Georgië en andere staatsentiteiten dan Rusland, die bestaan of moeten worden gecreëerd en grenzend aan Georgië langs andere grenzen dan die beschreven in het vorige artikel 3 van dit verdrag, wordt verduidelijkt, drukt Rusland zijn bereidheid uit om als onderdeel van Georgië te erkennen een of ander deel van het voormalige Kaukasische onderkoninkrijk, dat naar haar toe zal gaan op basis van overeenkomsten die met deze entiteiten zijn gesloten.
- Artikel 5: belofte van Georgië om alle militaire eenheden die de Russische regering en onafhankelijkheid vijandig gezind waren te ontwapenen en te interneren en daarbij desnoods geweld toe te passen (artikel 5.11).In erkenning van de rechtvaardigheid van het verzoek van Rusland dat er voortaan op het grondgebied van Georgië geen enkele militaire operatie, de aanwezigheid van strijdkrachten of, in het algemeen, activiteiten zullen worden toegestaan die op het grondgebied van Georgië omstandigheden kunnen scheppen die de onafhankelijkheid van Rusland in gevaar kunnen brengen of om in Georgië een basis te vestigen voor militaire operaties gericht tegen Sovjet-Rusland of tegen staten die met laatstgenoemde verbonden zijn, verbindt Georgië zich ertoe...
- Artikel 10: belofte van Georgië communistische vervolgden vrij te laten.Georgië verbindt zich ertoe alle personen die in Georgië vervolgd werden wegens misdrijven begaan namens Sovjet-Rusland of de communistische partij vrij te stellen van bestraffing en van verdere gerechtelijke of administratieve vervolging. Opmerking: Georgië verbindt zich ertoe onmiddellijk alle personen die gevangen zitten wegens de hierboven genoemde misdrijven vrij te laten.

Het geheime supplement bevatte een clausule over het legaliseren van de communistische partij:
Artikel 1: Georgië verbindt zich ertoe het recht op vrij bestaan en vrije activiteit van alle communistische organisaties op haar hele grondgebied te erkennen, en in het bijzonder het recht op vrije vergaderingen en vrije pers (inclusief persproductie). In ieder geval mag er geen rechterlijke of administratieve repressie plaatsvinden tegen particulieren, als resultaat van publieke propaganda en agitatie ten behoeve van het communistische programma of van de activiteit van personen en organisaties die op communistische basis werken.

## Nasleep

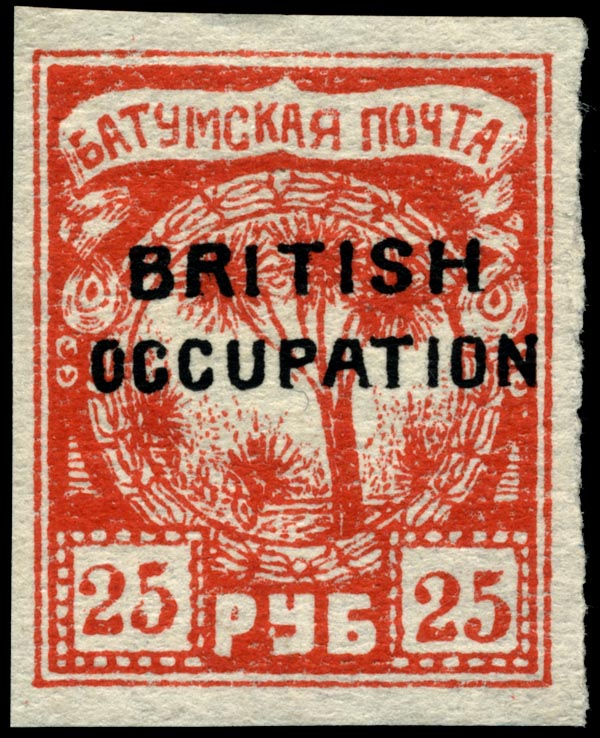
Door het verdrag kwam een einde aan de Britse aanwezigheid in Batoemi

Ondanks de blijdschap over het diplomatieke succes hekelde de publieke opinie in Georgië het verdrag als een “verhulde onderwerping van Georgië aan Rusland”, toen details van de voorwaarden naar buiten kwamen. De Britse hoge vertegenwoordiger Harry Luke schreef in juni 1920 daarover in zijn dagboek na de publicatie van het verdrag. Hij constateerde ook dat de kleine geallieerde troepenmacht, die in oblast Batoemi aanwezig was, zich mogelijk zou moeten terugtrekken omdat hun aanwezigheid tegen het verdrag kon worden beschouwd.
Het verdrag loste het conflict tussen Rusland en Georgië niet op. Sovjet-Rusland had weliswaar de onafhankelijkheid van Georgië erkend, de uiteindelijke omverwerping van de Georgische mensjewistische regering was zowel bedoeld als gepland. Het verdrag was slechts een vertragingstactiek van de kant van de bolsjewieken. Het Rode Leger moest in 1920 de capaciteiten inzetten in de moeizaam verlopende Pools-Russische Oorlog.
De Georgische autoriteiten lieten ongeveer 900 bolsjewieken vrij uit de gevangenis in overeenstemming met het verdrag. De Communistische Partij van Georgië werd nieuw leven ingeblazen en stond onder de coördinatie van het Kaukasusbureau van de Russische Communistische Partij. De partij begon meteen een activistische campagne tegen de mensjewistische regering door het organiseren van lokale opstanden. Rusland had intussen een diplomatieke missie in Tbilisi geopend met 300 werknemers met diplomatieke onschendbaarheid, die zich bezighielden met ondermijnende activiteiten. De bolsjewistische activisten werden geregeld gearresteerd door het ministerie van Binnenlandse Zaken onder leiding van Noë Ramisjvili, wat leidde tot protesten van de Russische ambassadeur Sergej Kirov.
In mei en juni 1920 vonden er verschillende door de communisten georganiseerde incidenten plaats in Batoemi. In juni kwam het tot een grote Ossetische bolsjewistische opstand in het noorden van het hedendaagse Zuid-Ossetië. Russische milities uit de noordelijke Kaukasus trokken de bergen over, maar werden door de Georgische krijgsmacht tegengehouden. Negen maanden na het verdrag lanceerde het Rode Leger in februari 1921 een offensief tegen Georgië, nadat in het aan Armenië grenzende Bortjsalo boerenopstanden waren georganiseerd.